# Charinus platnicki
Espèce
Synonymes
- Tricharinus platnicki Quintero, 1986

Charinus platnicki est une espèce d'amblypyges de la famille des Charinidae.

## Distribution
Cette espèce est endémique du Suriname. Elle se rencontre vers Lelydorp.

## Description
La carapace du mâle décrit par Miranda, Giupponi, Prendini et Scharff en 2021 mesure 2,20 mm de long sur 2,80 mm.

## Systématique et taxinomie
Cette espèce a été décrite sous le protonyme Tricharinus platnicki par Quintero en 1986. Elle est placée dans le genre Charinus par Weygoldt en 2000.

## Étymologie
Cette espèce est nommée en l'honneur de Norman I. Platnick.

## Publication originale
- Quintero, 1986 : « Revision de la clasificacion de amblypygidos pulvinados: creacion de subordenes, una nueva familia y un nuevo genero con tres nuevas especies (Arachnida: Amblypygi). » Proceedings of the Ninth International Congress of Arachnology, Panama 1983, Smithsonian Institution Press, Washington & London, vol. 69, p. 203-212.